# Mord, sa hon
Mord, sa hon (eng: Murder at the Gallop) är en brittisk mysteriefilm från 1963 i regi av George Pollock. Filmen är baserad på Agatha Christies roman Begravningar är farliga från 1953. Den är en uppföljare till 4.50 från Paddington och följdes senare av Det är fult att mörda och Snusdosan, alla med Rutherford som Christies berömda amatördetektiv. I filmens övriga huvudroller ses Stringer Davis och Bud Tingwell.
I huvudrollerna syntes även Robert Morley och Flora Robson. Filmmusiken komponerades av Ron Goodwin. Filmen spelade in i Amersham, Little Marlow och Hilfield Castle.
Filmen hade ändringar i både handlingen och karaktärerna. Den ursprungliga romanen innehöll Hercule Poirot snarare än Miss Marple, och Christies karaktäristiska spänning är kryddad med lätt komedi. Miss Gilchrist från den ursprungliga romanen har också förvandlats till Miss Milchrest.

## Handling
Medan Miss Marple och Mr Stringer ber om donationer till en välgörenhetsorganisation ("The Reformed Criminals Assistance League"), besöker de mr Enderby, en rik enstöring. Han ramlar nerför den långa entrétrappan, uppenbarligen offer för en dödlig hjärtattack. Miss Marple vet att Enderby hade en patologisk rädsla för katter och blir misstänksam när hon hittar en i huset. Hon hittar också en bit lera med avtryck av en ridstövel, men när hon går till kommissarie Craddock är han skeptisk och tror att Enderby dog av naturliga orsaker. Miss Marple låter sig inte avskräckas och tjuvlyssnar när Enderbys familj samlas för att läsa upp testamentet. Det finns fyra förmånstagare: kusinen George Crossfield, brorsdottern Rosamund Shane, brorsonen Hector Enderby och systern Cora Lansquenet. Var och en får en lika stor andel av kvarlåtenskapen. Cora hävdar att Enderby blev mördad. Nästa dag, när miss Marple går för att träffa henne, finner hon Cora död, huggen i ryggen med en hattnål. Coras följeslagare sedan många år, den blyga miss Milchrest, kan inte ge mycket information.
Miss Marple börjar sina undersökningar som gäst på Gallop Hotel som drivs av Hector Enderby, där de andra två överlevande arvingarna och miss Milchrest bor. När kommissarie Craddock frågar ut dem och Rosamund Shanes slösaktige make Michael, kan ingen av dem ge ett tillfredsställande alibi för tiden för Cora Lansquenets död. Någon försöker att göra sig av med miss Marple men omintetgörs av det tilltänkta offret (utan att hon ens inser det). Miss Marple upptäcker sedan att lerbiten som hittats i Enderbys hus kom från den skumma konsthandlaren George Crossfields ridstövel, men hennes misstankar mot honom grusas när hon får veta att var och en av arvingarna besökte Enderby samma dag som han dog för att be om pengar. Crossfield har under tiden fått reda på vem mördaren är, men han blir inlåst i ett stall med en upphetsad häst och blir ihjältrampad.
Vid det här laget känner miss Marple till mördarens identitet och motiv, men har inga säkra bevis. Hon gillrar därför en fälla och låtsas få en hjärtattack på en dans på hotellet medan hon dansar twist med mr Stringer. Polisläkaren placerar henne i ett rum för sig själv och förklarar att det är för farligt att flytta henne till morgonen. Under natten gör mördaren miss Milchrest ett sista försök att tysta henne, men miss Marple är redo. Milchrests motiv visar sig vara en till synes värdelös målning som ägs av Cora, som i själva verket var mycket värdefull.
Hector Enderby friar senare till miss Marple, men hon avböjer. När hon förklarar sin avsmak för blodsporter muttrar Hector, en entusiastisk rävjägare, för sig själv: "Det var nära ögat!"

## Rollista i urval
- Margaret Rutherford - Miss Marple
- Stringer Davis - Mr. Stringer
- Robert Morley - Hector Enderby
- Flora Robson - Miss Milchrest
- Bud Tingwell - Kommissarie Craddock
- Gordon Harris - Sergeant Bacon
- Robert Urquhart - George Crossfield
- Katya Douglas - Rosamund Shane
- James Villiers - Michael Shane, Rosamunds make
- Noel Howlett - Mr. Trundell
- Finlay Currie - Enderby
- Duncan Lamont - Hillman
- Kevin Stoney - Doktor Markwell
- Frank Atkinson - Hotellets nattportier (ej krediterad)
- Roger Avon - Polisfotograf (ej krediterad)